# Tidabius navigans
Tidabius navigans är en mångfotingart som först beskrevs av Chamberlin 1904.  Tidabius navigans ingår i släktet Tidabius och familjen stenkrypare.
Artens utbredningsområde är Bermuda. Inga underarter finns listade i Catalogue of Life.